# Cosmo (chanson)
Pour les articles homonymes, voir Cosmo.
Singles de Soprano
Ils Nous Connaissent Pas
(2014) Fresh Prince
(2014)
Cosmo est un single de Soprano sorti en août 2014 et extrait de l'album Cosmopolitanie (2014).

## Classements
| Classement (2014-15)                    | Meilleure position |
| --------------------------------------- | ------------------ |
| Belgique (Wallonie Ultratop 50 Singles) | 16                 |
| Belgique (Wallonie Ultratip 50)         | 8                  |
| Belgique (Wallonie Ultratop 50 Airplay) | 30                 |
| France (SNEP)                           | 5                  |
| France (SNEP Streaming)                 | 20                 |